# Clare Castle
Clare Castle er ruinen af en middelalderborg på toppen af en stor høj, der ligger i Clare, Suffolk, England. Den blev opført kort efter den normanniske erobring af England i 1066 af Richard Fitz Gilbert, som en motte and bailey-fæstning med en høj motte. Den blev senere genopført i sten.
I 1300-tallet var den sæde for Elizabeth de Clare, der var en af sin tids rigeste kvinder i England, som havde en stor husstand på stedet. Borgen overgik til kronen og i 1600 var den ikke længere i brug.
Ruinerne står på en ualmindeligt høj jordbanke, der er omkranset af høje ruiner af en mor og et rundt tårn. Den blev delvist ødelagt og ændret af Great Eastern Railway i 1867, men jernbanesporene er siden blevet fjernet.
Ruinerne er et scheduled monument og listed building af anden grad. Den ligger som hovedattraktion i en offentlig park kaldet Clare Castle Country Park.